# Theodor Müller (Romanist)
Theodor Müller (* 9. März 1816 in Clausthal; † 14. April 1881 in Göttingen) war ein deutscher Romanist und Anglist.

## Leben
Müller stammte aus einer Kaufmannsfamilie. Er studierte wie sein Bruder Karl an der Universität Göttingen. Dort wurde er 1838 mit der Dissertation De Thuriorum republica promoviert. Nach Frankreich- und Englandaufenthalt habilitierte er sich 1845 in Göttingen. 1852 wurde er in Göttingen erster Doppelprofessor für Französisch und Englisch, zuerst als außerordentlicher Professor, ab 1867 (nach Ablehnung eines Rufs nach Gießen) als ordentlicher Professor (romanistischer Nachfolger: Karl Vollmöller).

## Schriften
- mit Karl Müller: Fragmenta historicorum Graecorum Bd. 1, Paris 1841 (Volltext).
- (Hrsg.) La chanson de Roland, Göttingen 1851, 1863, 1878
- Angelsächsische Grammatik, hrsg. von Hermann Hilmer, Göttingen, 1883